# باکره ۱۸-ساله
باکره ۱۸-ساله (انگلیسی: 18-Year-Old Virgin) فیلمی کمدی به کارگردانی تامارا اولسون است که در سال ۲۰۰۹ منتشر شد.

## داستان
دختری ۱۸ ساله به نام کیتی پاورز که هنوز باکره است، عاشق هم‌کلاسی‌اش رایان لمبرت می‌شود و امیدوار است در مهمانی فارغ‌التحصیلی با او رابطه برقرار کند. اما رایان قاعده‌ای دارد که با دختران باکره وارد رابطه نمی‌شود. این موضوع باعث می‌شود کیتی در تلاش بیفتد تا پیش از آن شب باکرگی‌اش را از دست بدهد.